# Galagoides demidovii
Il galagone di Demidoff (Galagoides demidovii (G. Fischer, 1806)) è un primate strepsirrino della famiglia dei Galagidi.

## Distribuzione e habitat
Occupa un ampio areale, dal Senegal all'Oltregiuba in Somalia a nord all'Angola ed alla Tanzania a sud. Si parla di esemplari avvistati anche in Kenya e Malawi.
Colonizza le aree ricoperte di foresta pluviale primaria e secondaria.

## Descrizione

### Dimensioni
Questi animali misurano fino a 30 cm di lunghezza, più di metà dei quali spettano alla lunga coda, per un peso massimo di 80 g. Queste misure ne fanno il primate più piccolo dell'Africa continentale. 

### Aspetto
Il pelo nella parte dorsale ha un colore che va dal giallo al grigio-bruno, che tende a schiarirsi man mano che si va nella zona ventrale. È presente una caratteristica banda che dalla fronte scende fino alla punta del naso.

Le orecchie sono di medie dimensioni, nude e mobili indipendentemente l'una dall'altra, mentre il muso è corto e curvato verso l'alto.

Le zampe posteriori sono più lunghe di quelle anteriori ed il tarso è assai allungato, adattamenti questi utili per il salto e l'equilibrio fra i rami.

## Biologia
Si tratta di animali che entrano in attività al calar della sera: durante il giorno, dormono in nidi di foglie che essi stessi si creano nella vegetazione più densa. I nidi vengono condivisi da femmine e cuccioli, mentre i maschi dormono da soli. Al tramonto, i galagoni si risvegliano e cominciano a stiracchiarsi ed a praticare il grooming, per poi andare a cercare il cibo ognuno per proprio conto quando l'intensità della luce è minima.

Ogni esemplare stabilisce un proprio territorio, che nelle femmine si estende per circa un ettaro, mentre nei maschi raggiunge i 2,5 ettari e si sovrappone nelle aree periferiche a quelli di più femmine. I maschi sono territoriali fra loro.

I vari individui comunicano fra di loro con una serie di vocalizzazioni (ne sono stati registrati sei tipi differenti), ma anche con varie posture del corpo e l'utilizzo dell'urina e delle secrezioni ghiandolari per comunicare sia il possesso di un determinato territorio, che l'età, il sesso e la predisposizione all'accoppiamento.

Quando due esemplari si incontrano, è raro che si aggrediscano a vicenda: tendono piuttosto ad annusarsi prima la faccia, poi i genitali, oppure a praticare il grooming per stabilire e rinsaldare un legame.

### Alimentazione
Si tratta di animali prevalentemente insettivori: mangiano in particolare coleotteri e falene. Non disdegnano tuttavia integrare la propria dieta con frutti maturi e gomma.

Si è scoperta una relazione fra l'orario e la dieta di questi animali: essi tendono a mangiare prevalentemente frutta appena escono dai nidi, per poi puntare principalmente agli insetti una volta riscaldatisi a notte inoltrata.

I frutti vengono mangiati lentamente, a piccoli pezzi: i galagoni d Demidoff non mangiano mai i semi, e quindi non favoriscono la dispersione delle specie di cui si nutrono tramite gli escrementi. Gli insetti vengono localizzati utilizzando vista ed udito: l'animale muovendosi per spiccare il volo attira l'attenzione del galagone, che così lo cattura con un balzo e se ne nutre. Questa tecnica è così affinata che un esemplare può seguire a orecchio i movimenti di una locusta che vola dall'altra parte di uno schermo che gli impedisce di vederla.

### Riproduzione
A seconda della località, si registrano picchi delle nascite in periodi differenti: il maschio cerca di accoppiarsi con tutte le femmine con le quali condivide parte del territorio. La gestazione dura quasi 4 mesi, al termine dei quali viene dato alla luce un unico cucciolo: circa una settimana prima del parto, la femmina tende ad isolarsi dal gruppo, mentre il cucciolo viene presentato la maschio dominante tre giorni dopo la nascita.

Il piccolo viene lasciato dalla madre nella vegetazione più fitta mentre lei va in cerca di cibo: viene svezzato attorno al mese e mezzo d'età, ma deve trascorrere ancora un po' di tempo prima che impari per bene le tecniche di caccia. A sei mesi, il cucciolo ragigunge la taglia definitiva, ma è solo attorno al nono mese che si può dire maturo sessualmente.

Il ruolo del maschio nella cura del cucciolo è maggiore rispetto a quello di altre specie di galagidi: il padre può giocare col cucciolo, praticare il grooming con lui, oppure insegnargli a cacciare lasciando che il piccolo lo segua durante la notte.
I galagoni di Demidoff vivono in cattività fino a 13 anni: si pensa perciò che in natura la loro aspettativa di vita si aggiri attorno ai 5 anni d'età.